# Лопори
Лопори е река в Демократична република Конго.
Река Лопори води началото си на 440 m н.в. от девствените екваториални гори в централната част на Демократична република Конго. В горното си течение (до устието на десния си приток Лонуа) тече в посока север-северозапад, след това до устието на река Маринга – на запад, а след устието на Маринга, при градчето Басанкусу – на запад-югозапад.  Влива се в река Маринга на юг близо до Басанкусу и заедно образуват река Лулонга, приток на Конго.
Басейнът на Лопори и Маринга се нарича горски ландшафт Маринга-Лопори-Уамба, район с голямо екологично значение.